# バーケイズ
バーケイズ（The Bar-Kays）は、アメリカのファンク、R&B、ソウル・バンド。南部テネシー州メンフィスで結成された。

## キャリア
1960年代半ばに結成されたため、最古のファンク・バンドとも呼ばれる。オーティス・レディングの飛行機事故でメンバー4人が死亡する悲劇に見舞われたが、その後、ジェームス・アレクサンダーがバンドを再建。「ソウル・フィンガー」(1967年)、「サン・オブ・シャフト」(1972年)などのソウル・ヒットを放った。また、アイザック・ヘイズやルーファス・トーマスのバックの演奏を務めた。1970年代から1980年代にかけて「ヒット&ラン」「フリーク・ショウ・オン・ザ・ダンスフロア」「サティスファイド・トゥルー」など、ソウル・チャートで多くのファンク・ヒットを放った。

## ディスコグラフィ

### アルバム
- 『ソウル・フィンガー』 - Soul Finger (1967年、Volt)
- 『ガッタ・グルーヴ』 - Gotta Groove (1969年、Volt)
- 『ブラック・ロック』 - Black Rock (1971年、Volt)
- Do You See What I See? (1972年、Volt)
- Coldblooded (1974年、Volt)
- 『トゥー・ホット・トゥ・ストップ』 - Too Hot to Stop (1976年、Mercury) ※旧邦題『シェイク・ユア・ランプ/不死鳥バーケイズ』
- 『フライング・ハイ・オン・ユア・ラヴ』 - Flying High on Your Love (1977年、Mercury) ※旧邦題『反逆の嵐』
- 『マネー・トークス』 - Money Talks (1978年、Stax)
- 『ライト・オブ・ライフ』 - Light of Life (1978年、Mercury) ※旧邦題『楽園の輝き』
- 『インジョイ』 - Injoy (1979年、Mercury)
- 『アズ・ワン』 - As One (1980年、Mercury)
- 『ナイトクルージング』 - Nightcruising (1981年、Mercury) ※旧邦題『セクシー・フリーク』
- 『プロポジションズ』 - Propositions (1982年、Mercury)
- 『デンジャラス』 - Dangerous (1984年、Mercury)
- 『バンギング・ザ・ウォール』 - Banging the Wall (1985年、Mercury)
- 『コンテイジャス』 - Contagious (1987年、Mercury)
- 『アニマル』 - Animal (1989年、Mercury)
- 48 Hours (1994年、Basix Music)
- The Real Thing (2003年、JEA Music)
- House Party (2007年、IM Records/Koch)
- Grown Folks (2012年、Right Now) ※EP